# Changde
Changde (chiń. 常德; pinyin Chángdé) – miasto o statusie prefektury miejskiej w środkowych Chinach, w prowincji Hunan, port nad rzeką Yuan Jiang. W 2010 roku liczba mieszkańców miasta wynosiła 599 402. Prefektura miejska w 1999 roku liczyła 5 980 931 mieszkańców. Ośrodek handlu i przemysłu spożywczego.